# Impanazione
Impanazione è il termine utilizzato per descrivere l'unione del corpo di Cristo con il pane dell'Eucaristia: gli attributi divini di Cristo sarebbero condivisi con il pane eucaristico attraverso il suo corpo. Questo punto di vista trova una propria base sull'analogia con l'Unione ipostatica di Cristo: Dio fatto carne nella persona di Gesù Cristo assicura che "Dio si fa pane" nell'Eucaristia. 
Visto come eresia dalla Chiesa cattolica, è considerato simile alla consustanziazione, ma è rifiutato dalla Chiesa Luterana: mentre Lutero non vedeva ragioni per esprimersi su consustanziazione (le sostanze del corpo e del sangue di Cristo sono presenti insieme alle sostanze del pane e del vino) o impanazione (Dio si fa letteralmente pane), il suo movimento è andato definendo meglio la propria posizione.
Infatti, sempre l'evoluzione del pensiero cristiano nei secoli mostra la ripresentazione di un concetto più volte; con i mutamenti delle dottrine e delle sensibilità, la teoria dell'impanazione è passata dall'essere accettata da san Giovanni Damasceno (e dunque accettata dalla Cristianità unita) e da Sant'Alberto Magno (occidente) all'essere condannata come eresia in campo cattolico.
San Giovanni Damasceno in effetti aveva una visione della trasformazione eucaristica definibile come "quasi-impanazione": esistono due modi di essere del Cristo risorto. Come Spirito Egli scese su Maria e nel suo grembo formò il corpo del Verbo incarnato, e come Spirito scende sul pane e sul vino e li forma in uno stesso corpo. Tale corpo eucaristico è distinto dal corpo glorificato, poiché il primo può essere spezzato e mangiato, mentre il secondo è immutabile, ma entrambi sono uno attraverso l'Unione Ipostatica.
In campo luterano, sarà Andrea Osiandro a parlare di impanazione.